# Głęboki Dół (jezioro)
Głęboki Dół – niewielki zbiornik wodny położony w kompleksie Lasów Lublinieckich, w województwie śląskim, w powiecie tarnogórskim, na terenie dzielnicy Pniowiec miasta Tarnowskie Góry, przy granicy z Miasteczkiem Śląskim.

## Opis
Jezioro znajduje się w Leśnictwie Miasteczko należącym do Nadleśnictwa Świerklaniec. Jego odległość od centrów najbliższych miast jest następująca:
- Miasteczko Śląskie – 4 km,
- Tarnowskie Góry – 5 km,
- Kalety – 6 km.

Zajmuje powierzchnię ok. 3,8 ha. Przepływa przez nie potok Graniczna Woda. Jego brzegi porośnięte są gęstymi szuwarami.

## Historia
Nie ma pewności, kiedy i w jaki sposób powstało jezioro Głęboki Dół. Musiało jednak istnieć już w XIX wieku, ponieważ jest uwzględnione na mapach tego terenu m.in. z 1883 roku.